# Holostrophus multisignatus
Holostrophus multisignatus es una especie de coleóptero de la familia Tetratomidae.

## Distribución geográfica
Habita en Indonesia.